# Edmond Pidoux
Pour les articles homonymes, voir Pidoux.
Edmond Pidoux, né le 25 octobre 1908 à Hornu près de Mons (Belgique) et mort le 17 avril 2004, est un enseignant, écrivain, auteur dramatique et poète vaudois. Il est un frère du musicologue Pierre Pidoux.

## Biographie
Originaire de Forel-sur-Lucens, Edmond Pidoux entreprend des études de lettres à l'Université de Lausanne, obtient sa licence, puis décide de faire carrière dans l'enseignement. En 1941, il publie un recueil de poèmes, La Chambre haute et, dès lors, ne cesse d'exercer sa plume dans diverses publications.
Il est l'auteur d'une œuvre très variée, composée de près d'une dizaine de recueils de poèmes, de quelques romans, de nouvelles, de livres pour enfants, de pièces de théâtre, d'essais et d'un journal. Lauréat de très nombreux prix pour ses œuvres théâtrales et sa poésie, il obtient le Prix du livre vaudois pour l'ensemble de son œuvre en 1982. 
Edmond Pidoux se distingue en reprenant et en modernisant certaines pages de l'Ancien Testament, comme dans L'Histoire de Jonas — montée au théâtre municipal de Lausanne par Charles Apothéloz en octobre 1957 —, et dans L'Arche de jonc, où il évoque l'esclavage des Hébreux en Égypte et les premiers mois de la vie de Moïse. Il aborde aussi des sujets plus profanes, légendaires, avec Lady Godvine ou contemporains dans Les Naufragés du bon cœur où il décrit l'égoïsme qui conduit les couples à leur perte.
Membre de l'Association vaudoise des écrivains, de la Société suisse des écrivaines et écrivains, du Pen-Club, de Pro Litteris, et alpiniste chevronné, il décède le 17 avril 2004.

## Sources
- « Edmond Pidoux », sur la base de données des personnalités vaudoises sur la plateforme « Patrinum » de la Bibliothèque cantonale et universitaire de Lausanne.
- Alain Nicollier, Henri-Charles Dahlem, Dictionnaire des écrivains suisses d'expression française, vol. 2, pp. 673-675.
- Anne-Lise Delacrétaz, Daniel Maggetti, Écrivaines et écrivains d'aujourd'hui, 1988, pp. 194-195.
- Le Mois théâtral, n° 165, sept. 1948.
- Roger Francillon, Histoire de la littérature en Suisse romande, vol. 3, p. 213.
- J.-L. Kuffer 24 Heures 21 avril 2004, p. 32 [mhg/bs/2004/04/22].